# معمر بختاوي
معمر بختاوي، كاتب مغربي، من مواليد مدينة بركان سنة 1958 حيث تلقى فيه تعليمه الابتدائي وانتقل إلى مدينة وجدة لإتمام الدراسة.
ثم نال شهادة الباكالوريا سنة 1980 ثم تخرج من المركز التربوي الجهوي عام 1982 وتخرج من المركز المدرسة العليا للأساتذة عام 1992 وحصل على شهادة استكمال الدروس عام 1995 بكلية الآداب بفاس. حصل على شهادة الدكتوراه في الأدب العربي المعاصر 2003.

## أعماله

### روايات
- «أطفال الليل»: رواية، عن دار التوحيدي،الرباط، ط1، 2010. صدرت له نفس الرواية، مترجمة إلى الفرنسية، عن دار edilivre في باريس، 2011.
- «المطرودون»: رواية، صدرت بالرباط، ط1، 2012 .[1]
- «الخروج من الصمت»: رواية، تحكي عن تجربة الكاتب مع مرض السرطان، صدرت عن وزارة الثقافة، منشورات كلمات، 2014.

### مجموعات قصصية
- «المارد»: مجموعة قصصية عن منشورات كلمات، ط1، 2011. هو يتحدث عن معاناة الثوار.

### دراسات
- «دلالة الخطاب في المسرح الهاوي»: دراسة نقدية، منشورات كلمات، ط1، 2011.